# Thecla persimilis
Thecla persimilis är en fjärilsart som beskrevs av Riley 1939. Thecla persimilis ingår i släktet Thecla och familjen juvelvingar. Inga underarter finns listade i Catalogue of Life.